# Гіперборея (цикл)
«Гіперборея» (англ. Hyperborea) — це збірка фантастичних оповідань Кларка Ештона Сміта за редакцією Ліна Картера. Вперше вона була опублікована у м'якій обкладинці видавництвом Ballantine Books як двадцять дев'ятий том серії фантастики для дорослих Ballantine у квітні 1971 року. Це була друга тематична збірка творів Сміта, зібрана Картером для цієї серії. Оповідання спочатку публікувалися в різних журналах фентезі з 1930-х до 1950-х років, зокрема в «Weird Tales».

## Основне наповнення
У книзі зібрано один вірш у прозі та десять оповідань авторського гіперборейського циклу, дія якого відбувається на доісторичному загубленому північному континенті, названому Смітом на честь міфологічної країни Гіпербореї, з передмовою та мапою від Картера. Одне оповідання з циклу, фрагмент «Дім Хаон-Дор», пропущено. Редактор також включив до збірки ще чотири оповідання Сміта з того, що він вважав схожою, але більш фрагментарною послідовністю оповідань.

## Зміст
- «Вступ», Лін Картер (англ. Introduction)

### Гіперборея
- «Муза Гіпербореї» (прозовий вірш) (англ. The Muse of Hyperborea, 1965)
- «Сім ґешів» (англ. The Seven Geases, 1934)
- «Рокована доля Авусла Вутоквана» (англ. The Weird of Avoosl Wuthoqquan, 1932)
- «Біла Сибіла» (англ. The White Sybil, 1935)
- «Заповідь Атаммауса» (англ. The Testament of Athammaus, 1932)
- «Пришестя білого хробака» (англ. The Coming of the White Worm, 1941)
- «Уббо-Сатла» (англ. Ubbo-Sathla, 1933)
- «Брама до Сатурна» (англ. The Door to Saturn, 1932)
- «Крижаний демон» (англ. The Ice-Demon, 1933)
- «Оповідь Сатампри Зейроса» (англ. The Tale of Satampra Zeiros, 1931)
- «Викрадення тридцяти дев'яти поясів» (англ. The Theft of the Thirty-Nine Girdles, 1958)

### Загублені світи
- «Скверна Йондо» (англ. The Abominations of Yondo, 1926)
- «Спустошення Сума» (поема в прозі) (англ. The Desolation of Soom, 1971)
- «Загибель Афродити» (поема в прозі) (англ. The Passing of Aphrodite, 1934)
- «Мемнони ночі» (поема в прозі) (англ. The Memnons of the Night, 1917)
- «Замітки про міфічний цикл Комморіома», Лін Картер (англ. Notes on the Commoriom Myth-Cycle)

## Критика
Лайон Спрег де Кемп в Amra схвально відгукувався про збірку: «Ніколи не існувало нікого подібного до КЕС». Фріц Лайбер у Whispers критикував: «Я не звинувачую Сміта у використанні таких слів, як „мерзенний“ і „какодемонічний“, а також у тому, що він іноді вживає три слова там, де можна обійтися одним». Роберт ФітцОсберт у щомісячнику «Luna» сказав: «Гіперборея, з усією роботою Сміта, є дунсанівською за баченням, лавкрафтівською за своєю задумливою, навіть зловісною атмосферою, майже говардівською у створенні цілих фантастичних світів більше через терпляче культивування епічного міфу, ніж через безплідну псевдонауковість, яка знаменує собою найгірші з сьогоднішніх спроб у цьому жанрі».